# Sheboygan Red Skins

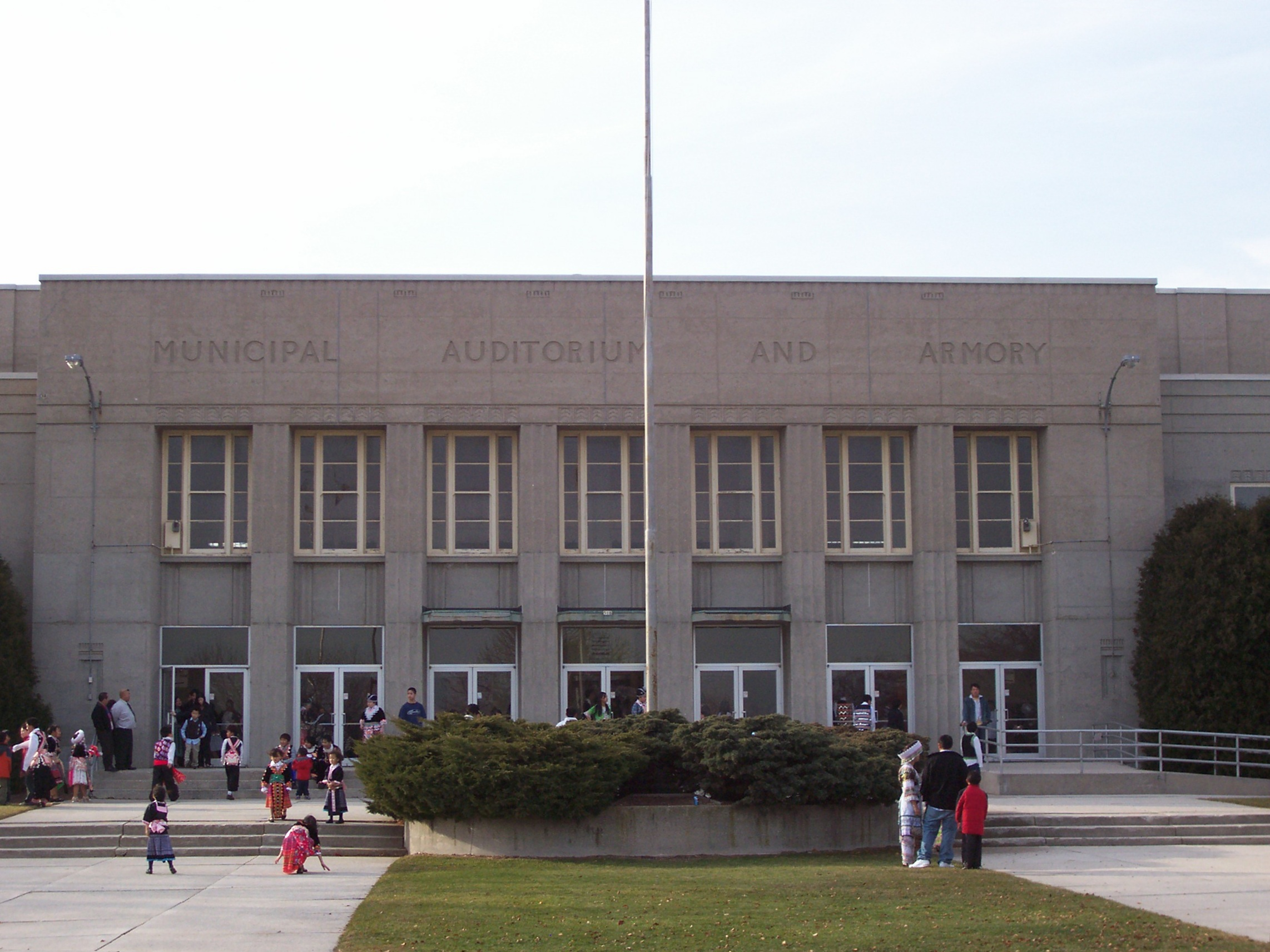
Sheboygan Municipal Auditorium and Armory

Sheboygan Red Skins var en basketklubb från Sheboygan i Wisconsin i USA och bildades 1938, klubben upplöstes 1952.

## Historia
Red Skins spelade i National Basketball League (NBL) från 1938 till 1949 där de vann mästerskapet 1942/1943 efter att ha besegrat Fort Wayne Zollner Pistons (dagens Detroit Pistons) finalen. När NBL och Basketball Association of America (BBA) slogs samma inför säsongen 1949/1950 och bildade National Basketball Association (NBA) var Sheboygan Red Skins ett av sammanlagt sex lag från NBL som gick med och spelade i den nya ligan. Laget drog sig ur NBA efter bara en säsong trots att laget gick till divisionssemifinalen i Western Division mot Indianapolis Olympians som de förlorade med 1-2 i matcher. Säsongen 1950/1951 spelade Sheboygan Red Skins i National Professional Basketball League (NPBL) där laget spelade en säsong innan laget upplöstes 1952.

## Hemmaarenor
Sheboygan Red Skins spelade sina hemmamatcher först i Eagle Auditorium mellan 1938 och 1942, och sedan i Sheboygan Municipal Auditorium and Armory mellan 1942 och 1952.